# اتحاد الطلاب الألمان

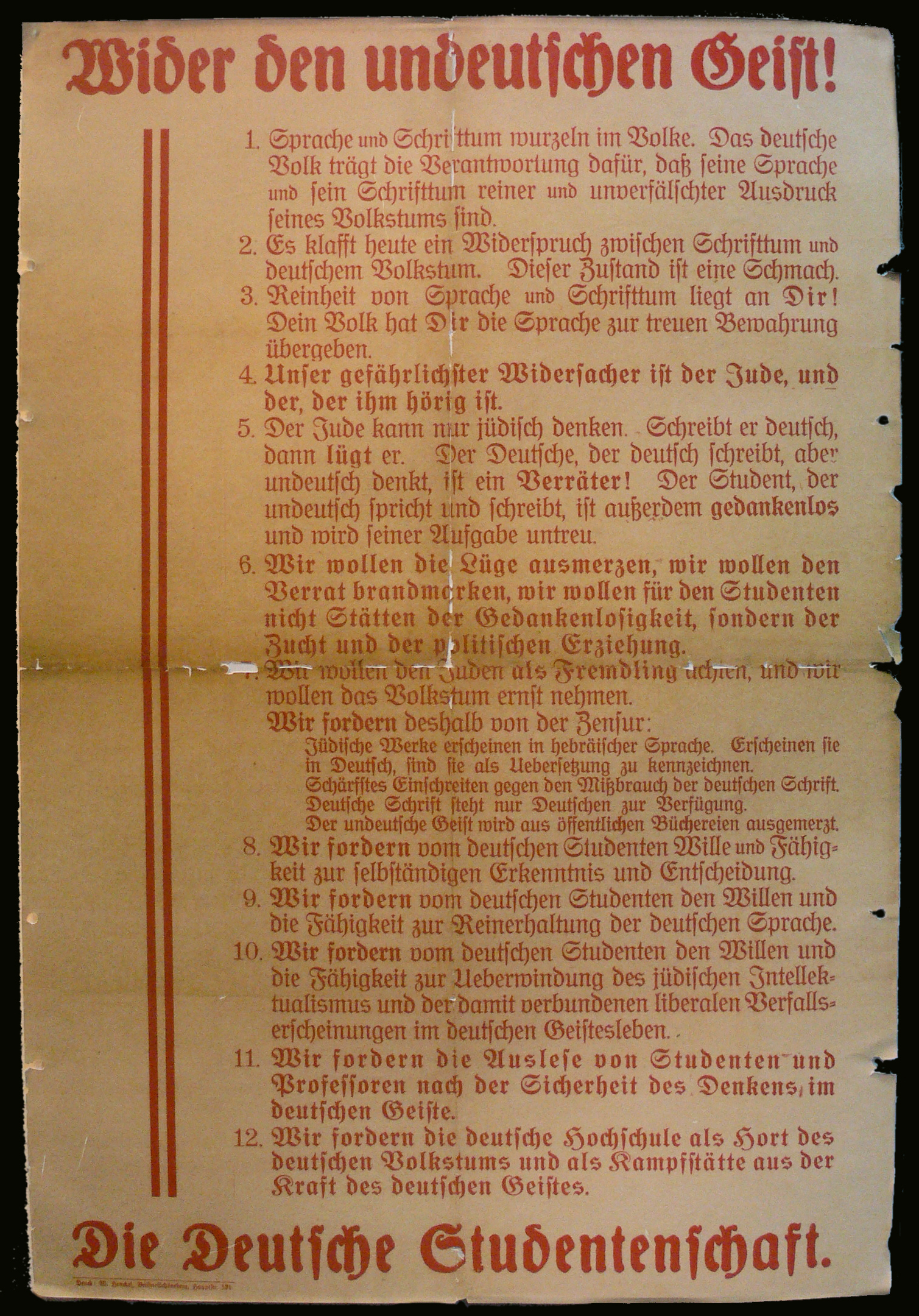
كتيب من اتحاد الطلاب الألمان وُزِّع عام 1933 حُرق مع كتب نازية أخريات

اتحاد الطلاب الألمان (بالألمانية: Deutsche Studentenschaft)‏، اختصار DST ) من 1919 حتى 1945، كان دمج لجان الطلاب العامة لجميع الجامعات الألمانية، بما في ذلك دانزيغ والنمسا والجامعات الألمانية السابقة في تشيكوسلوفاكيا.
تأسست اتحاد الطلاب الألمان خلال فترة جمهورية فايمار كتمثيل ديمقراطي. لقد واجه نزاعات داخلية خطيرة في أوائل العشرينات من القرن الماضي بين الأقلية الجمهورية وجناح الأغلبية فولكيش. سيطرت عليها الرابطة الوطنية الاشتراكية الألمانية للطلاب منذ عام 1931 فصاعدًا، والتي تم دمجها في 5 نوفمبر 1936 تحت قيادة غوستاف أدولف شيل مع اتحاد الطلاب الألمان،  ولعب دورًا كبيرًا في حرق الكتب النازية وتم حظرها في نهاية المطاف في عام 1945 كمنظمة النازية.
يوم 6 مايو 1933، قام أعضاء من اتحاد الطلاب الألمان هجوما منظما على معهد العلوم الجنسية في برلين في منطقة Tiergarten. بعد بضعة أيام، تم إخلاء محتويات مكتبة المعهد ودور المحفوظات وحرقها في شوارع دار الأوبنبلاتز. تم تدمير حوالي 20.000 كتاب ومجلة، و5000 صورة.

## رؤساء
| 1919-1920              |  | أوتو بينيكي ( دي )       | ( Verband der Vereine Deutscher Studenten ( de ) Göttingen ) |
| 1920-1921              |  | بيتر فان اوبيل ( دي )    | (كاث. فراي فيرينيونغ كولونيا )                               |
| 1921-1922              |  | فرانز هولزوارث           | (جوتنجن)                                                     |
| 1922-1923              |  | فريتز Hilgenstock ( دي ) | ( Hannoversche Burschenschaft Arminia ) ( دي )               |
| 1923-1924              |  | آرثر فريتش               | ( KDSt.V. Winfridia Breslau ( de ) im Cartellverband )       |
| 1924-1926              |  | هيلموت باور              | ( Burschenschaft Teutonia Kiel )                             |
| 1926-1927              |  | غونتر ثون                | (بورشنشافت أرمينيا برون )                                    |
| 1927-1929              |  | والتر شماديل ( دي )      | ( Burschenschaft Danubia München ) ( دي )                    |
| 1929-1930              |  | إريك هوفمان ( دي )       | ( فيلق النمسا فرانكفورت )                                    |
| 1930-1931              |  | هانز هاينريش شولز        | ( فيلق هيلدسو - جاستوتيل غوتنغن ) ( دي )                     |
| 1931                   |  | والتر ليناو ( دي )       | ( NSDStB و Corps Isaria München ) ( de )                     |
| 1931-1933              |  | جيرهارد كروجر            | (NSDStB و Burschenschaft Arminia Greifswald im ADB ) ( de )  |
| 1933-1934              |  | أوسكار شبل ( دي )        | (NSDStB و Landsmannschaft Suevia Karlsruhe )                 |
| يوليو 1934 - 36 فبراير |  | أندرياس فيكيرت ( دي )    | (NSDStB هامبورغ )                                            |
| منذ فبراير 1936        |  | غوستاف أدولف شيل         | (كزعيم Reichsstudentenführer كل من التوقيت الصيفي وNSDStB)   |

1. ↑  Hans-Wolfgang Strätz (1968). "Die studentische "Aktion wider den undeutschen Geist" im Frühjahr 1933" (PDF). Vierteljahrshefte für Zeitgeschichte. ج. 16 ع. 4: 547–572. مؤرشف من الأصل (PDF) في 2019-05-18.
2. ↑  Lutz Hachmeister: Schleyer: eine deutsche Geschichte, C.H.Beck, 2004, S.98 نسخة محفوظة 19 ديسمبر 2019 على موقع واي باك مشين.